# Mitja Dečman
Mitja Dečman je izredni profesor na Univerzi v Ljubljani, Fakulteti za upravo, kjer je nosilec in izvajalec predmetov na 1., 2. in 3. stopnji. Po magisteriju iz računalništva in informatike je doktoriral na Fakulteti za upravo iz Upravnih znanosti. Njegovo delo pokriva področja informacijskih sistemov, dolgoročne elektronske hrambe, digitalne transformacije, upravljanja informacij idr.
Skozi kariero je opravljal različne funkcije kot so predstojnik katedre, prodekan za prenos znanja in prodekan za študijske zadeve.